# Neun Monate
Neun Monate ist eine französische Filmkomödie von Patrick Braoudé aus dem Jahr 1994.

## Handlung
Psychologe Samuel ist fest entschlossen, nie Kinder zu haben, sieht er doch täglich gestörte Exemplare in seiner Praxis. Als ihm seine Freundin Mathilde offenbart, schwanger zu sein, ist Samuel geschockt. Er fühlt sich „mental überfordert“, zumal sein Freund und überzeugter Junggeselle mit wechselnden Liebschaften Marc ihm Horrorgeschichten von Schwangeren erzählt. Seine Freundin hat Marc gerade verlassen, weil sie unbedingt ein Kind wollte. Auch Marcs Bruder Georges, der mit Dominique drei Töchter hat, dient Samuel als abschreckendes Beispiel.
Samuel hält die Schwangerschaft seiner Freundin zunächst geheim, auch wenn es seine Eltern bald erfahren. Im zweiten Monat findet die Voruntersuchung statt. Samuel und Mathilde treffen im Krankenhaus prompt auf Georges und Dominique, auch wenn sie sich zunächst herausreden können. Der Gynäkologe hinterlässt bei beiden einen merkwürdigen Eindruck, scheint er doch durcheinander, chaotisch und sehr amerikanisch. Er rät dem Paar, ihre Katze abzuschaffen, da sie nicht gut für ein Baby sei. Samuel wehrt sich vergeblich mit dem Argument, Mathilde habe versprochen, dass sich durch die Schwangerschaft nichts ändere. Schließlich wird die Katze weggegeben und Mathilde ist jede Nacht übel. Bei der ersten Ultraschalluntersuchung trifft das Paar Georges und Dominique wieder und die Paare wissen nun, dass die jeweils anderen schwanger sind. Obwohl Samuel das Kind nicht will, schafft er es nicht, Mathilde dies vor Ende des dritten Schwangerschaftsmonats zu sagen. Im fünften Monat wiederum vergisst er den zweiten Ultraschalltermin, obwohl ihm Mathilde das Datum gesagt hatte. Er kommt zu spät und Mathilde zieht empört aus der gemeinsamen Wohnung aus. Sie kommt bei Georges und Dominique unter und weigert sich, Samuel zu sehen. Der beginnt eine Affäre mit einer jungen Kellnerin, verlässt sie jedoch, als er Mathilde zufällig in einem Laden wiedersieht.
Samuel versöhnt sich mit Georges und plant, Mathilde mit seiner Hilfe „zufällig“ wiederzusehen und sich mit ihr ebenfalls zu versöhnen. Bevor es dazu kommen kann, erfährt er, dass Mathilde mit Komplikationen ins Krankenhaus geschafft wurde. Er selbst bricht kurz darauf zusammen. Obwohl die Ärzte eine Blinddarminfektion vermuten, erweist sich der Blinddarm nur als leicht gereizt. Der Arzt schlussfolgert daher, dass Samuel Mathildes Schwangerschaft aus enger emotionaler Bindung mitmacht. Dass er ohne ihr Wissen bereits seine Wohnung für das Kind herrichtet, überzeugt sie am Ende ebenfalls von seinen ernsten Absichten. Mathilde und Samuel finden wieder zusammen. Im achten Schwangerschaftsmonat entscheiden sie sich, dass ihr gemeinsamer Sohn David heißen soll. Mit Georges und Dominique besuchen beide einen Geburtsvorbereitungskurs. Samuel überzeugt Georges, bei Mathildes Entbindung anwesend zu sein, da er selbst dies emotional nicht durchstehen könne. Am Ende platzt Mathildes Fruchtblase mitten in einem Restaurant und Georges ist nicht telefonisch erreichbar, sodass der aufgelöste Samuel mit in die Klinik muss. Hier werden beide in einem bereits belegten Entbindungszimmer untergebracht – in dem Dominique mit Georges an seiner Seite gerade entbindet. Der zuständige Arzt ist der irre Gynäkologe. Nach einer chaotischen Zeit sind Samuel und Georges schließlich Vater, wobei Georges zu seinem Leidwesen nun vier Töchter hat.

## Produktion
Neun Monate ist ein Film von Patrick Braoudé, der nicht nur Regie führte, sondern auch am Drehbuch mitwirkte und die männliche Hauptrolle Samuel übernahm. Der Film trägt die Widmung „A Guila … toujours“ für Braoudés Ehefrau Guila, die ein Jahr vor Beginn der Dreharbeiten schwanger war. Neun Monate lief am 2. Februar 1994 in Frankreich an, kam am 7. Juli 1994 in die deutschen Kinos und erschien am 18. September 1995 auf Video. Chris Columbus drehte mit Nine Months ein Remake des Films, das 1995 in die Kinos kam.

## Kritik
Der film-dienst nannte Neun Monate eine „gutmütige Komödie, der es zwar an Tempo mangelt, der man Charme jedoch nicht absprechen kann“. Cinema befand, „gutes Timing, Witz und Esprit zeichnen dieses Original aus. Dem US-Remake mit Hugh Grant fehlt diese Würze ganz entschieden. Fazit: …denn nur das Original ist das Original!“.

## Auszeichnungen
Neun Monate erhielt 1995 zwei César-Nominierungen: Daniel Russo wurde in der Kategorie Bester Nebendarsteller und Catherine Jacob in der Kategorie Beste Nebendarstellerin für den Preis nominiert.